# Morgana King
Pour les articles homonymes, voir King.
Maria Grazia Morgana Messina, dite Morgana King, est une actrice et chanteuse américaine de jazz née le 4 juin 1930 à Pleasantville dans l'État de New York et morte le 22 mars 2018 à Palm Springs en Californie.

## Biographie
De parents siciliens (province de Catane), Morgana King voit le jour près de New York, où elle devint une grande voix du jazz dès la fin des années 1950.
À la suite du succès relatif de son album A Taste of Honey en 1964, Morgana King donne de mémorables concerts en Italie et au Brésil mais la chanteuse trentenaire envisage déjà de changer de carrière.
En 1969, elle s'installe en Californie avec l'ambition de faire carrière dans le cinéma.
Trois ans plus tard, elle obtient un rôle dans Le Parrain, elle y joue l'épouse de Don Vito Corleone, alors joué par Marlon Brando, du nom de Carmella Corleone, et apparaîtra aussi dans le second volet de la trilogie.
Éloignée de l'industrie du disque, à l'instar de nombreux artistes de jazz, par les majors durant les années 1970, Morgana King signe sur un label d'une compagnie de disque indépendante du nom de Muse Records et revient aux sources du jazz, auxquelles son père l'avait initiée durant son enfance.

## Filmographie

### Cinéma
- 1972 : Le Parrain (The Godfather) : Carmella Corleone, dite « la Mamma ».
- 1974 : Le Parrain 2 (The Godfather II) : Carmella Corleone.
- 1978 : Nunzio : Madame Sabatino.
- 1987 : A Time to Remember : Mama Theresa
- 1998 : A Brooklyn State of Mind (en) de Frank Rainone : Tante Rose.

### Télévision
- 1976 : Jigsaw John (série TV) : Zoe Pappas
- 1977 : Le Parrain (série TV) : Carmella Corleone
- 1985 : Deadly Intentions (téléfilm) : Anna Livanos
- 1993 : La force du destin (All My Children) (série TV) : Mme Manganaro